# Guillem Rocafull i Rocabertí
Guillem Rocafull i Rocabertí (o  Guillem (I) de Rocabertí, abans de Rocafull-Puixmarín i de Rocabertí; o Guillem Manuel de Rocabertí i Rocafull) (segle XVII - 1728), fou un noble amb arrelament al Principat de Catalunya i al Regne de València, XXIV Vescomte de Rocabertí,  IV Marquès d'Anglesola, VI Comte de Peralada, Gran d'Espanya, III Comte d'Albatera, III Baró de Bétera, Comte de Santa Maria de Formiguera, Baró de Vilademuls, Cavaller de Calatrava.
Era fill de Ramon Rocafull-Puixmarín i Mercader, comte d'Albatera i baró de Bétera i d'Elisenda Rocabertí i Safortesa, vescomtessa de Rocabertí. Era nebot de Ramon Perellós i Rocafull Gran Mestre de l'Orde de Malta. Es va casar amb Antonia Ximénez de Urrea, hereva del comtat d'Aranda, si bé no varen tenir descendència.
Fou protector de Braç militar de Catalunya entre el 1679 i el 1681. Segons refereix Francesc de Castellví a les seves Narraciones históricas, en celebrar-se a Barcelona les Corts de 1701, amb Felip IV de Catalunya i V de Castella, el monarca va fer que el Braç militar a corts fos presidit per Guillem Rocafull i Rocabertí, en detriment de Pere Torrelles i Sentmenat, ja que el primer le excedía en fausto y grandeza. Posteriorment (1703) fou elevat pel rei a grande d'Espanya de primera classe. En esclatar el conflicte successori, Rocafull prengué ben aviat partit per Felip V. En represàlia, les autoritats de l'arxiduc Carles d'Austria li confiscaren els béns el 7 de gener de 1706.
Hi ha constància bibliogràfica de la seva participació, com a comte de Peralada i d'Albatera, en les festivitats celebrades a la ciutat de València els dies 28 i 19 de maig de 1691, amb motiu de la canonització de sant Pasqual Bailon. Els cronistes de l'època relaten la seva barroca participació a cavall, com a "rejoneador", en la correguda taurina organitzada, profusament engalanat. La seva intervenció, en la que va ser perillosament descavalcat per un brau, va donar lloc a l'edició de corones poètiques en el seu honor.